# Jeimer Candelario
Jeimer Candelario (Nueva York, Nueva York, 24 de noviembre de 1993) es un jugador profesional estadounidense de béisbol que se desempeña en la posición de tercera base en Cincinnati Reds, equipo de las Grandes Ligas de Béisbol (MLB).

## Carrera
Candelario hizo su debut en la MLB con el equipo Chicago Cubs, en el cual jugó dos temporadas (2016-2017), después pasó a Detroit Tigers (2017-2022), luego a Washington Nationals (2023), posteriormente regresó a Chicago Cubs (2023), y finalmente, a Cincinnati Reds, donde lleva jugando una temporada.